# Montégut (Landes)
Montégut ist eine französische Gemeinde mit 78 Einwohnern (Stand 1. Januar 2022) im Département Landes in der Region Nouvelle-Aquitaine. Sie gehört zum Arrondissement Mont-de-Marsan und zum Kanton Adour Armagnac. 
Sie grenzt im Nordwesten an Arthez-d’Armagnac, im Norden an Lannemaignan, im Osten an Castex-d’Armagnac, im Südosten an Monguilhem und im Südwesten an Perquie.

## Bevölkerungsentwicklung
| Jahr      | 1962 | 1968 | 1975 | 1982 | 1990 | 1999 | 2008 | 2015 |
| --------- | ---- | ---- | ---- | ---- | ---- | ---- | ---- | ---- |
| Einwohner | 109  | 106  | 89   | 91   | 79   | 81   | 71   | 72   |

## Sehenswürdigkeiten
- Kirche Saint-Laurent, Monument historique
- Fachwerkhaus Maison du Gouverneur, Monument historique

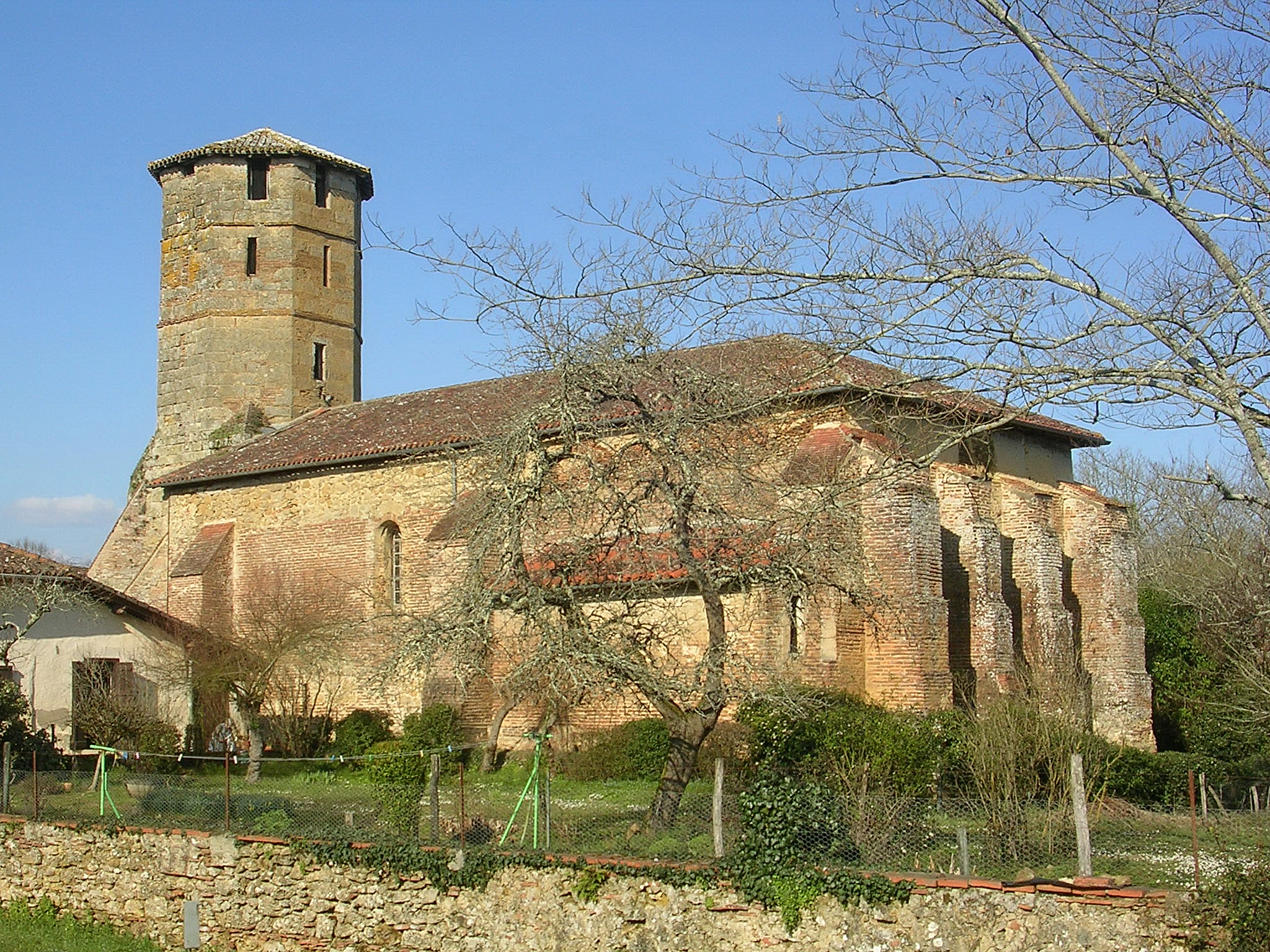
Kirche Saint-Laurent
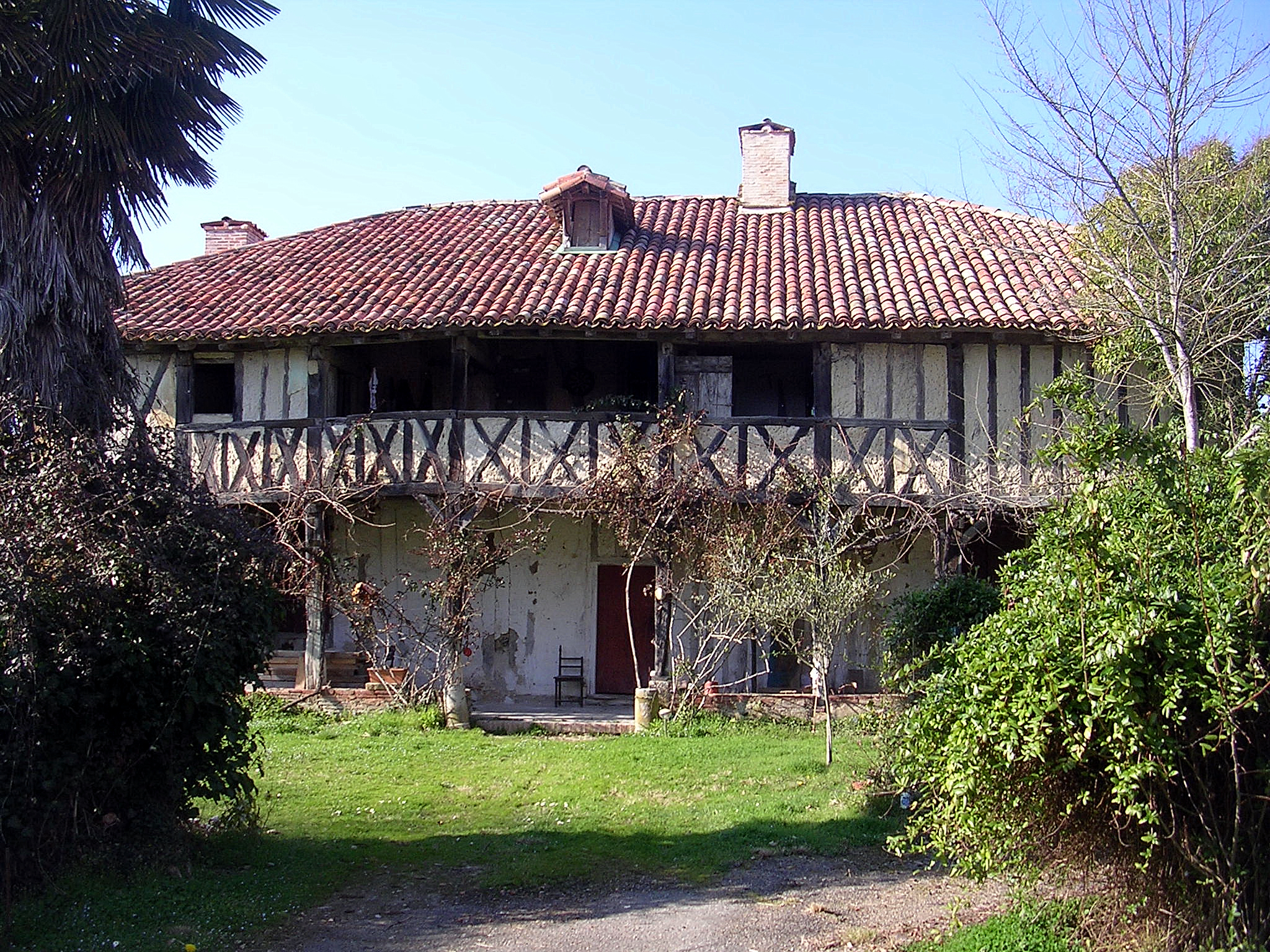
Maison du Gouverneur